# Абибуллаев, Алтай Ибрагимович
Абибуллаев Алтай Ибрагимович (каз. Алтай Ибрагимұлы Әбибуллаев) (род. 23 января 1974 года, в Кызыл-Ординская область, Казахской ССР, СССР) — казахстанский дипломат и общественно-государственный деятель, Чрезвычайный и Полномочный Посол Республики Казахстан в Республике Хорватия (с марта 2022 года).

## Биография
Место рождения: КазССР; Кызыл-Ординская область
Образование, специальность (квалификация), лицензии: Институт международных отношений факультета политологии и журналистики Варшавского университета, Польша (1997)
Магистр международных отношений, специалист в области международных политических и экономических отношений.
Дипломатический ранг: Чрезвычайный и Полномочный Посланник II класса.
Трудовой стаж:

· Референт, атташе Министерства иностранных дел Республики Казахстан, Алматы/Акмола (1997—1999);
· Третий секретарь дипломатической миссии, а затем третий секретарь и второй секретарь Посольства Республики Казахстан в Польше (1999—2004);
· Советник департамента Европы Министерства иностранных дел Республики Казахстан, Астана (2004—2005);
· Советник, советник-посланник Посольства Республики Казахстан в Польше (2005—2007);
· Советник-посланник Посольства Республики Казахстан в Федеральной Республике Австрия (2007—2008);
· Временный поверенный в делах Республики Казахстан в Хорватии по совместительству (2008—2009);
· Советник-посланник Постпредства Республики Казахстан при ОБСЕ (2008—2009);
· Советник-посланник Посольства Республики Казахстан в Федеральной Республике Австрия, Постоянного Представительства Казахстана при международных организациях в Вене, а также Временный Поверенный в делах Республики Казахстан в Хорватии по совместительству (2009—2011);
· Заместитель председателя КМИ МИД РК, председатель Комитета международной информации и Официальный представитель Министерства иностранных дел Республики Казахстан (09.2011-01.2013);
· Официальный представитель — заместитель Директора Службы центральных коммуникаций при Президенте Республики Казахстан - www.ortcom.kz (01.2013-04.2014);
· Заместитель Председателя Агентства Республики Казахстан по связи и информации (04.2014-08.2014);
· Член Совета Директоров Республиканской газеты «Егемен Қазақстан» и АО "РТРК «Казахстан» (2014);
· Посол по особым поручениям, официальный представитель Министерства иностранных дел РК (04.2015-05.2016);   Архивная копия от 3 июля 2015 на Wayback Machine
· Чрезвычайный и Полномочный Посол Республики Казахстан в Республике Польша(05.2016-02.2017);    Архивная копия от 25 января 2021 на Wayback Machine
· Учёба в Варшавском Университете (с 2017 по 2019);
· Председатель Правления НАО «Центра по развитию межконфессионального и межцивилизационного диалога» (06.2019-01.2021); 
· Член Совета Директоров НАО «Центра по развитию межконфессионального и межцивилизационного диалога» в (2019—2021);
· Посол по особым поручениям Министерства иностранных дел Республики Казахстан (январь 2021 — март 2022);
· С 30 марта 2022 года — Чрезвычайный и Полномочный Посол Республики Казахстан в Республике Хорватия.
· С 31 октября 2022 года — Чрезвычайный и Полномочный Посол Республики Казахстан в Боснии и Герцеговине, Черногории по совместительству.
Государственные и международные награды, премии, почетные звания:
Медали: «Астананың 10 жылдығы» (2008), «Қазақстан Республикасы Бас Прокуратурасының 20 жылдығы» (2011), «Қазақстан Республикасы тәуелсіздігіне 20 жыл» мерекелік медалі, Қазақстан Республикасының Ішкі істер министрлігінің медалі (2014), «Қазақстан Республикасының Конституциясына 20 жыл» мерекелік медалі (2015), Қазақстан Республикасы Дипломатиялық қызметінің 20-жылдығына орай ҚР СІМ естелік медалі, памятная медаль Қазақ хандығының 550-жылдығы (2015); «Қазақстан халқы Ассамблеясына 25 жыл» (2020), «Қазақстан Конституциясына 25 жыл» (2020), «Қазақстан Республикасы тәуелсіздігіне 20 жыл» мерекелік медалі, «Қазақстан Республикасының дипломатиялық қызметіне 30 жыл» мерекелік медалі (2022).
Благодарности: Министра по случаю 10-летия Независимости РК, Министра иностранных дел Республики Казахстан (2004), Министра иностранных дел Республики Казахстан (2012), Благодарность Министра «ЭКСПО-2017» (2012), Қазақстан Республикасы Парламенті Сенатының Алғыс Хаты (2013), Благодарственное письмо Министра информации и общественного развития РК (2021).
Грамоты: Министра иностранных дел Республики Казахстан (2006), "Қазақстан Республикасы Қорғаныс Министрінің Грамотасы (2013).
· Диплом Союза журналистов Казахстана за поддержку прессы и взаимопонимание с журналистами (2013).
Аккаунты в социальных сетях - https://www.facebook.com/Abibullayev/ twitter - @AltayAbibullaye
Защита чести и достоинства: Рассмотрев в открытом судебном заседании гражданское дело по иску Абибуллаева Алтая Ибрагимовича к ответчикам - гражданам Польши о защите чести, достоинства и деловой репутации, 15 декабря 2020 года Есильский район. суд г.Астаны удовлетворил иск. Ответчики - граждане Польши принесли свои официальные и искренние извинения перед истцом Абибуллаевым А.И. и общественностью Казахстана, заявив, что произошло трагическое недоразумение, о чем они глубоко сожалеют. Ответчики также официально заявили о том, что истец Абибуллаев А.И. ни в чем не был виноват, на их показания в ходе досудебного расследования ультимативное воздействие оказало влияние третьих лиц – граждан Казахстана, которые были особо заинтересованы в публичной дискредитации и отстранении посла Абибуллаева А.И. от должности Посла Казахстана в Польше.
Личные инициативы:
· Автор кода «NQZ», что означает сокращение от New Qazaqstan, международный код международного аэропорта Астаны  Архивная копия от 26 июня 2020 на Wayback Machine, а также официального сайта СЦК - ortcom.kz
8 июня 2020 года, трёхбуквенный код присвоенный международной ассоциацией воздушного транспорта (ИАТА) был официально сменён с TSE на NQZ.